# Привид із великих мілин
«Привид із великих мілин» (англ. The Ghost from the Grand Banks) — науково-фантастичний роман Артура Кларка, опублікований в 1990 році. Сюжет розгортається навколо спроби підйому з дна океану частин «Титаніка».
Кларк вже згадував підйом і реставрацію Титаніка у своєму романі «Земля Імперська» 1975 року. Але в 1985 році, коли знайшли місце аварії і дізнались, що Титанік розламався на 2 частини. Кларк врахував це у своєму новому романі.
Окрім лаконічної лінії підйому Титаніка, роман наповнений різноманітними «свіжими» темами (на час написання роману):
- проблема 2000 року;
- гігантський кальмар — вже згадувався Кларком в романі «Велика глибина»;
- конвенція ООН з морського права;
- операція ЦРУ «Дженіфер» — глибоководна пошукова операція ЦРУ;
- математичний тест з тетраедром та рівносторонньою пірамідою;
- роботи криптографа Чарльза Меркла і компанії Alcor з кріоніки;
- комп'ютерна графіка, ретушування/фотомонтаж та спецефекти для кінофільмів.
- фрактал Мандельброта в математиці та мистецтві.

## Сюжет
Джейсон Бредлі — спеціаліст по глибоководних роботах, в минулому учасник операції «Дженіфер», щойно успішно відігнав від нафтовидобувної платформи гігантського кальмара. Він отримує дві подібні пропозиції очолити операцію по підйому частини Титаніка.
Перша пропозиція від лорда Роджера Паркінсона та американського бізнесмена Роя Емерсона. Предок Паркінсона загинув під час аварії Титаніка, а Емерсон є виробником надміцного скла і вважає цю операцію вдалою рекламою. Вони пропонують підняти ніс корабля, де знаходилась каюта Паркінсона з цінними фамільними речами. Для підйому використають міцні пустотілі скляні кульки.
Друга пропозиція надходить від японського медіа-магната Като Міцумаси та власників фірми комп'ютерної графіки Дональда та Едіт Крейг. Като хоче підняти корму корабля і зробити з неї підводний парк розваг в Токіо. Крейгів найняли для створення фільму. Оскільки корма сильно постраждала при ударі, Като пропонує її заморозити і підняти за рахунок штучного айсберга. Електроенергію для заморожування братимуть з орендованих атомних підводних човнів.
Джейсон відмовляє обом сторонам, він очолює новостворений відділ Дна океану і буде наглядати за обома операціями. Під час підготовки обидві сторони застосовують підводних роботів. І коли, в результаті підводного землетрусу, насувається 8-бальний шторм, він вирушає рятувати найціннішого робота. Але його підводний апарат зазнає пошкоджень від удару шматка айсберга і Джейсон гине.
Від шторму гине і донька Крейгів — Ада, яку батьки вважають геніальною, через її надзвичайні здібності в геометрії. Її мати пропонує заморозити труп дівчини, що загинула на Титаніку, щоб в майбутньому оживити і відновити роботу її мозку.
В останній главі розповідається, що люди покинули Сонячну систему через велику кількість планетарних катаклізмів. І через тисячі років інопланетний зонд зі всіх слідів розвинутої цивілізації, за допомогою нейтринного сканування, знаходить глибоко похований під підводними скелями «Титанік».
1. 1 2 3  Internet Speculative Fiction Database — 1995.